# نردهاوس
نردهاوس (به فرانسوی: Nordhouse) یک کمون در فرانسه با جمعیت ۱٬۵۵۳ نفر است که در Canton of Erstein واقع شده‌است.

## جغرافیا
این شهر در حدود ۲۰ کیلومتری جنوب استراسبورگ، در دشت آلزاس، در حدود ده کیلومتری راین و مرز با آلمان واقع شده است. این شهر با کانال رون تا راین هم مرز است.
نردهاوس که از کنار رودخانه بیمار عبور کرده است، در مرز بین سمت شرق، "گراند رین" راین (منطقه سیل چمنزارهای سرسبز و جنگل)، و در سمت غرب، دشت حاصلخیز lœss (کشاورزی) قرار دارد.
هیدروگرافی و نزدیکی به سفره آب باعث می شود برخی مناطق مجاور شهر به راحتی سیل زده شوند.

## تاریخچه
روستای نردهاوس پیشینه طولانی دارد. حفاری های باستان شناسی که چند سال پیش انجام شد گواهی بر این امر است. ۵۰۰ متر جنوب روستا، در یک میندری از بیمار، در محل به نام "Burckelmatt"، گروه کوچکی از تپه ها وجود دارد که در آن مقبره هایی با قدمت از Tène باستانی (۴۰۰ سال قبل از میلاد) از Hallstatt  تا ۷۰۰ قبل از میلاد) و پایان برنز نهایی (۱۲۰۰ سال قبل از میلاد) کشف شده است. حفاری های بیشتر در "اوچسنفلد" حضور یک سایت گالو-رومی(قرن دوم) را آشکار کرد. زیستگاهی از اوایل قرون وسطی(هشتم و قرن ۱۹ میلادی) در محل به نام «اوبرفورت» کشف و مورد مطالعه قرار گرفت. نردهاوس از قرن ۸ تا ۱۲ تا حدودی متعلق به ایبرسونستر ابی بود. اسناد مربوط به ۷۷۱ نشان دادن اموال در نورتوس، نام سابق روستا است. این روستا از ابتدای قرن ۱۳ میلادی با استحکامات، با ۴ درب چوبی احاطه شده بود و از قلعه ای یاد شده است (خیابان قلعه هنوز وجود دارد). این روستا که متعلق به اسقف استراسبورگ بود، در ۹ مارس ۱۲۶۲ توسط ساکنان استراسبورگ که با اسقف خود در تضاد بودند، سوزانده شد. بنا به گزارش ها در سال ۱۴۴۴ توسط آرماگناکس آسیب دید. بعدها در حدود سال ۱۶۳۲ این روستا بر اثر جنگ سی ساله و سوئدی ها ویران شد. شکافی که آن را احاطه کرده بود در پایان قرن ۱۸،در ابتدای قرن ۱۹ بسته شد تا اجازه گسترش روستا را دهد.

## دموگرافی
تکامل تعداد ساکنان از طریق سرشماری جمعیت انجام شده در کمون از سال ۱۷۹۳ شناخته شده است. از سال ۲۰۰۶ جمعیت قانونی شهرداری ها هر ساله توسط INSEE منتشر می شود. این سرشماری هم اکنون بر اساس مجموعه ای سالانه از اطلاعات است که پی در پی در مورد تمام سرزمین های اشتراکی در طول یک دوره پنج ساله است. برای شهرداری هایی که کمتر از ۱۰٬۰۰۰ نفر جمعیت دارند، هر پنج سال یک بررسی سرشماری از کل جمعیت انجام می شود که جمعیت های قانونی سال های میانی با بین یابی یا برون یابی تخمین زده می شوند. برای شهرداری اولین سرشماری جامع تحت طرح جدید در سال ۲۰۰۴ انجام شد.